# Жиленков, Андрей Иванович
Андрей Иванович Жиленков (11.11.1916, Челябинская область — 13.03.1987) — командир орудия 122-го артиллерийского полка, сержант — на момент последнего представления к награждению орденом Славы.

## Биография
Родился 11 ноября 1916 года в деревне Кораблёво Еткульского района Челябинской области. Окончил 4 класса. Работал в колхозе.
В 1941 году был призван Красную Армию. В боях в Великую Отечественную войну с февраля 1942 года, был ранен. После излечения в госпитале продолжил службу наводчиком орудия в 122-м артиллерийском полку 44-й стрелковой дивизии. До января 1944 года артполк стоял в обороне на участке в районе города Кириши на Волховском фронте, затем участвовал в Новгородско-Лужской наступательной операции, с 15 февраля — в составе Ленинградского фронта.
4 марта 1944 года в 15 км восточнее города Остров расчет, наводчиком в котором был красноармеец Жиленков, поддерживал огнём наступление пехоты. В этом бою он «показал образцы храбрости, инициативы и хладнокровия». При отражении контратаки противника огнём с открытой позиции поразил пулеметную точку, свыше 10 солдат. Затем с первого выстрела подбил штурмовое орудие «фердинанд».
Приказом по 44-й стрелковой дивизии от 16 марта 1944 года красноармеец Жиленков Андрей Иванович награждён орденом Славы 3-й степени.
22 июня 1944 года части 44-й стрелковой дивизии после мощной артподготовки приступили к прорыву обороны противника в районе деревни Стомина. В этом бою четко действовал младший сержант Жиленков. На прямой наводке он разрушил три дзота, уничтожил два пулемета. Когда от попадания вражеского снаряда орудие вышло из строя, перешел в другой расчет. Под огнём вместе с бойцами перекатывал орудие вслед за наступающей пехотой, поддерживая её продвижение и отбивая контратаки врага.
Представляя Жиленкова к награде командир в наградном листе отмечал: «Мужественно и действовал Жиленков при перекатывании орудия на поле боя. На пути движения орудия встретился противотанковый ров. Умело действуя, расчет Жиленкова успешно преодолел это препятствие. Под сильным пулеметным, минометным и артиллерийским огнём он метко поражал цели и обеспечил успешное продвижение стрелковой роты вперед. Противник несколько раз предпринимал контратаки, но каждый раз под губительным огнём орудия Жиленкова откатывался назад».
Приказом по войскам 54-й армии от 6 августа 1944 года младший сержант Жиленков Андрей Иванович награждён орденом Славы 2-й степени.
Осенью 1944 года Жиленков был уже сержантом и командовал орудийным расчетом. В октябре на подступах к городу Тукумс сержант Жиленков метким огнём уничтожил 2 бронетранспортера и свыше 10 солдат. Поддерживая стрелковые подразделения, способствовал пленению вражеского батальона. В боях по разгрому Курляндской группировки его орудие уничтожило шесть танков и до сорока вражеских солдат и офицеров.
Приказом от 24 февраля 1945 года сержант Жиленков Андрей Иванович награждён орденом Славы 2-й степени.
Последние выстрелы артиллерист Жиленков сделал 7 мая, добивая не сложивших оружие противников. В 1946 году был демобилизован, вернулся на родину.
Указом Президиума Верховного Совета СССР от 19 августа 1955 года в порядке перенаграждения Жиленков Андрей Иванович награждён орденом Славы 1-й степени. Стал полным кавалером ордена Славы.
Жил в деревне Кораблёво Еткульского района. Работал в колхозе трактористом, бригадиром полеводческой бригады. Скончался 13 марта 1987 года.
Награждён орденами Отечественной войны 1-й степени, Красной Звезды, Славы 3-х степеней, медалями.